# Oliver Plunkett
Oliver Plunkett (irl. Oilibhéar Pluincéid; ur. 1 listopada 1625 w hrabstwie Meath, zm. 1 lipca 1681) – święty, męczennik, ofiara prześladowań antykatolickich, prymas Irlandii, rzymskokatolicki arcybiskup Armagh.
W 1679 roku został aresztowany i pod sfabrykowanym przez Tytusa Oatesa zarzutem spisku przeciw monarchii skazany, a następnie stracony przez powieszenie i poćwiartowanie. Był jedną z trzydziestu sześciu ofiar antykatolickiej konfabulacji dwukrotnego konwertyty, który ogłosił swoje oszczercze wymysły w 1678 roku.
23 maja 1920 roku został beatyfikowany przez papieża Benedykta XV. 12 października 1975 roku został kanonizowany przez papieża Pawła VI. Wspomnienie obchodzone jest w dies natalis (1 lipca).